# Монастир Айраванк
Айраванк (вірм. Հայրավանք) — монастир поруч з селом Айраванк, на західному березі озера Севан, марз (область) Ґегаркунік, Вірменія.

## Історія
Монастирський комплекс Айраванк був заснований в IX столітті. Центральні апсиди, що мають напівциркулярних вигляд, перетинаються створюючи великий простір. На північний захід від монастиря є фортеця бронзової доби та два і маленьких цвинтарі.

## Галерея

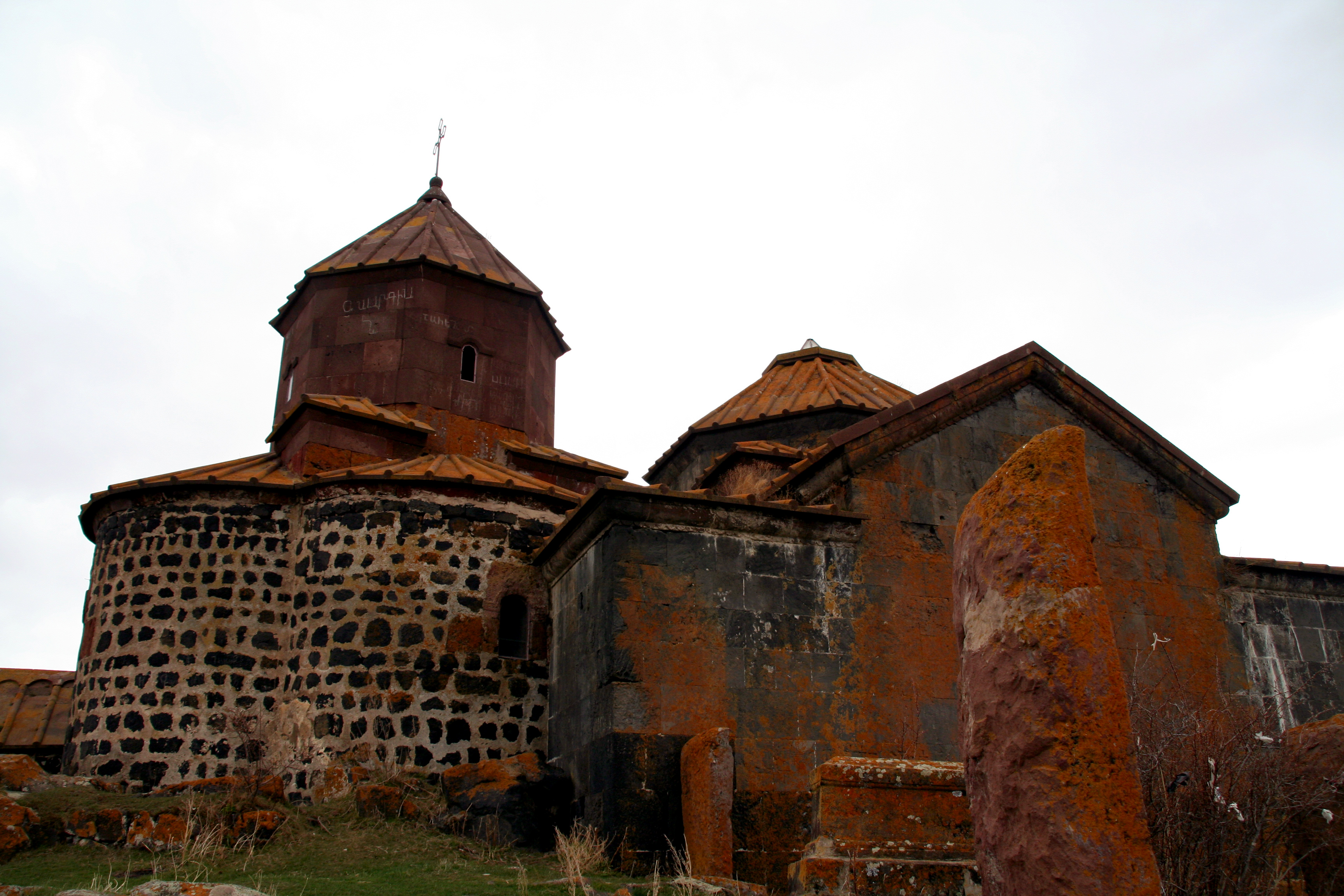
Монастирський комплекс
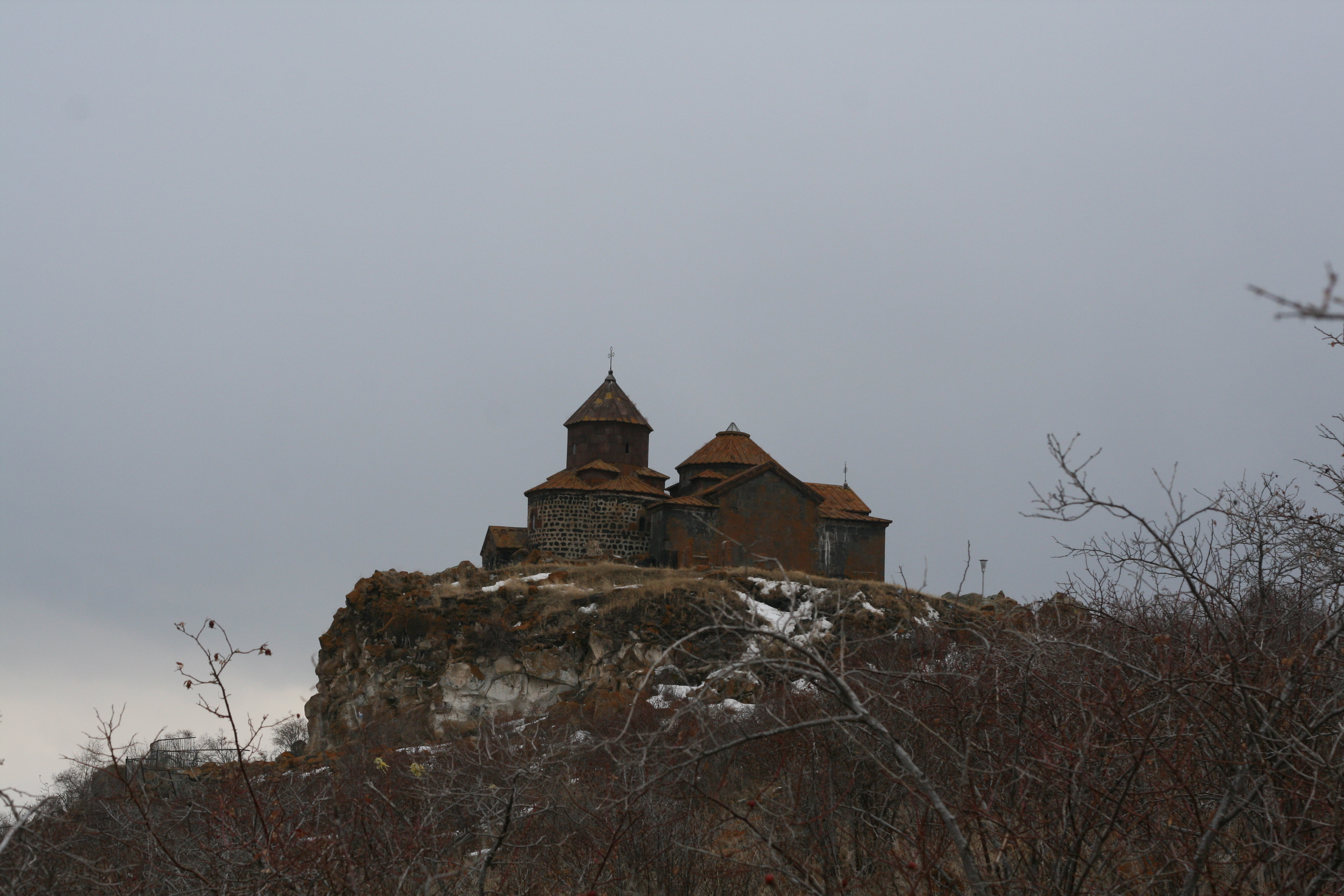
Монастирський комплекс
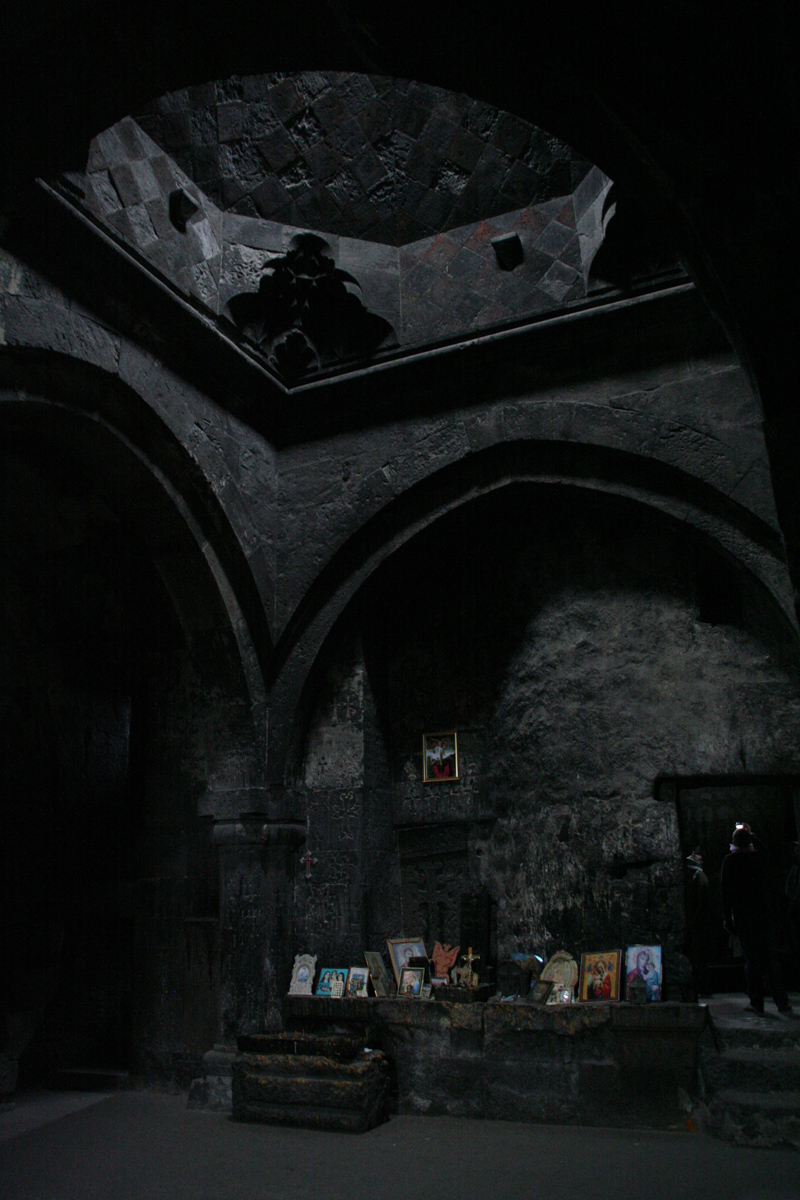
Інтер'єр
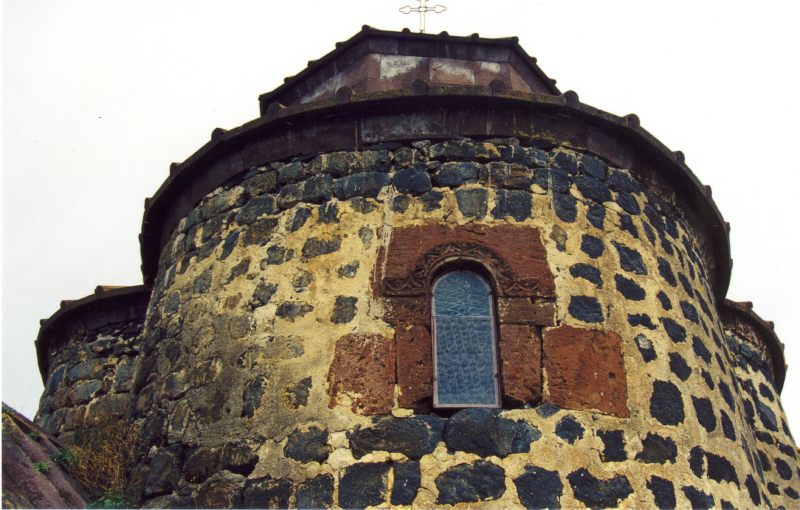
Апсида
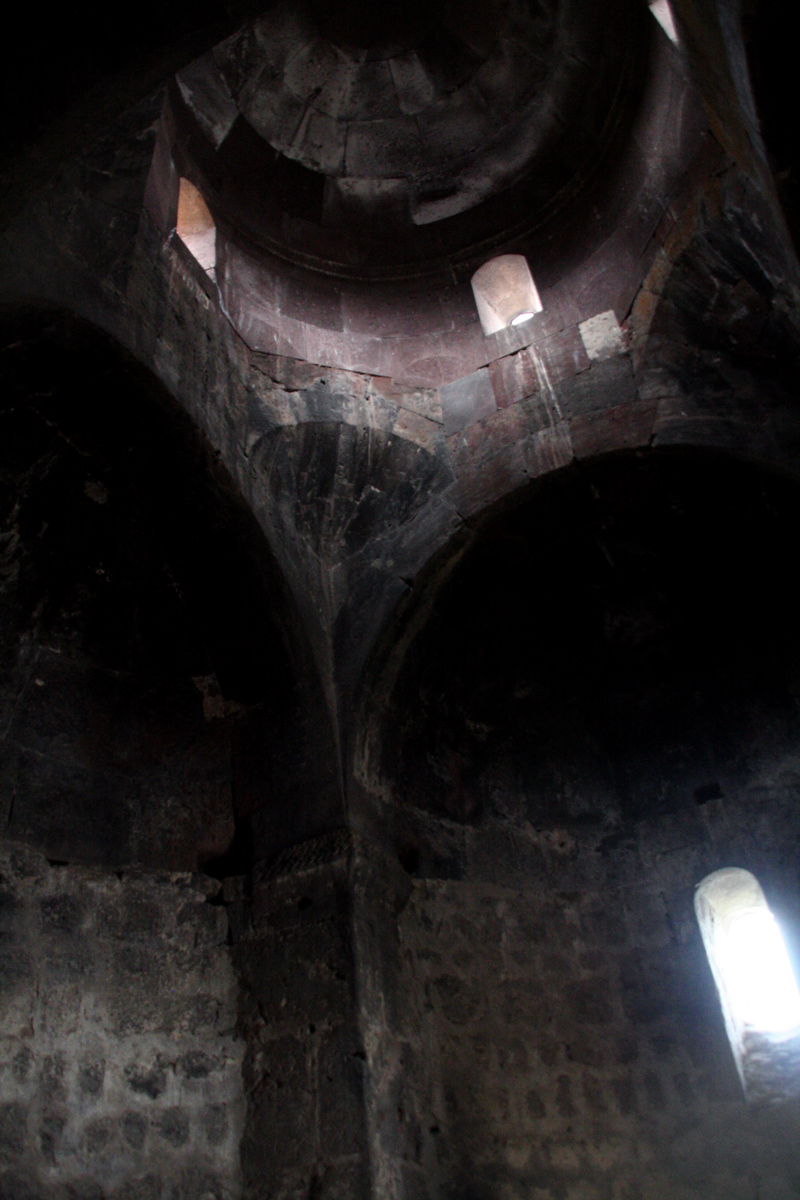
Купол